# Zalissa catocalina
Zalissa catocalina är en fjärilsart som beskrevs av Walker 1865. Zalissa catocalina ingår i släktet Zalissa och familjen nattflyn. Inga underarter finns listade i Catalogue of Life.

## Bildgalleri

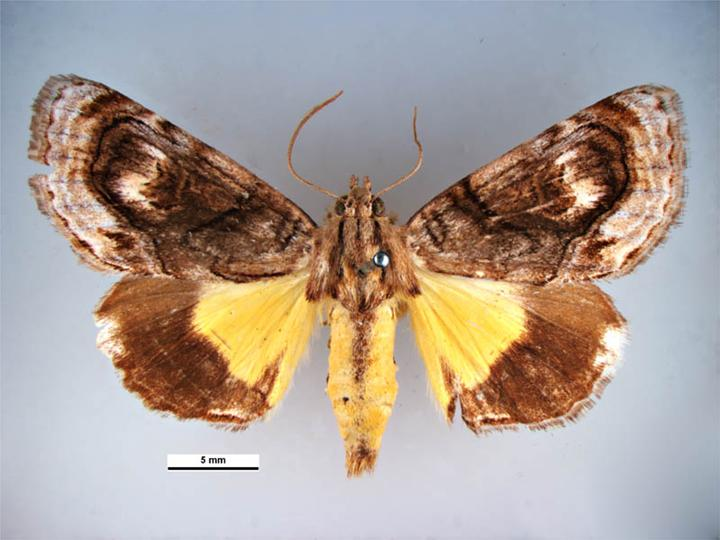
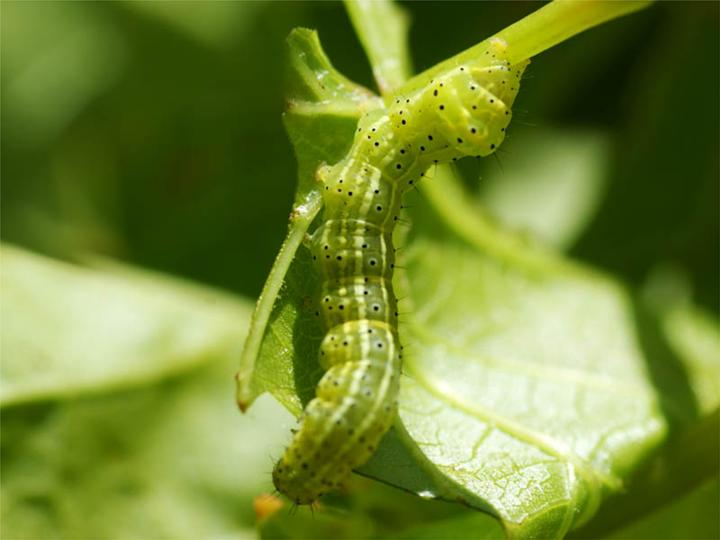
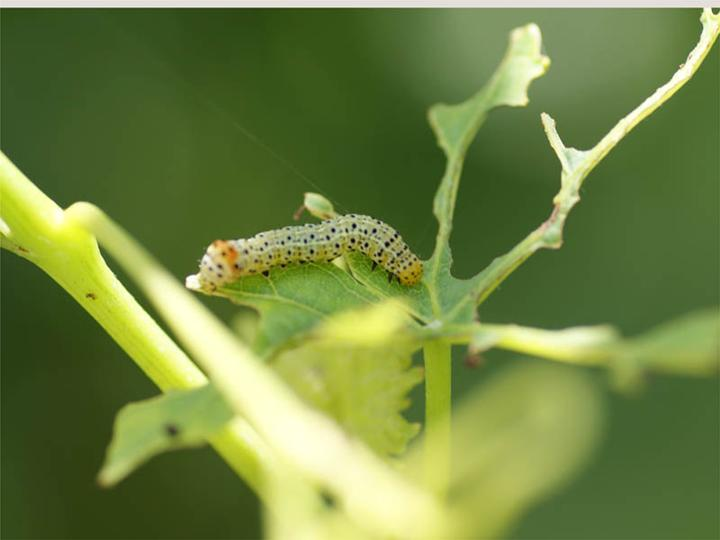
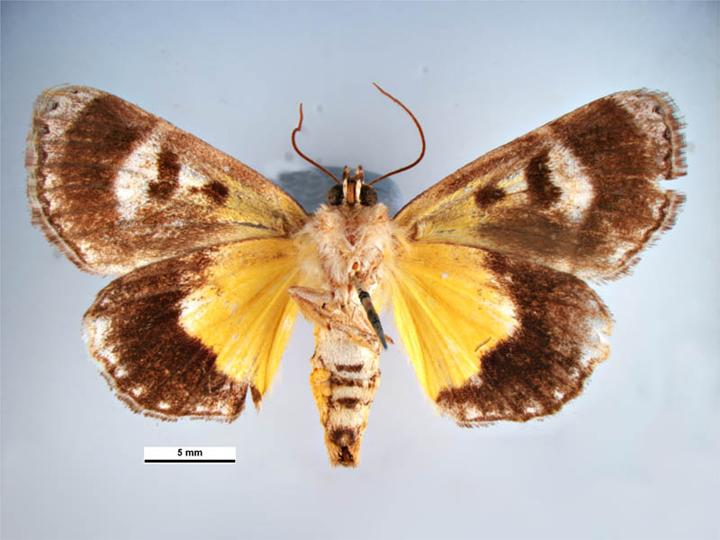